# Taounate
 (mai 2023).
Si vous disposez d'ouvrages ou d'articles de référence ou si vous connaissez des sites web de qualité traitant du thème abordé ici, merci de compléter l'article en donnant les références utiles à sa vérifiabilité et en les liant à la section « Notes et références ».
 (mai 2023).
La mise en forme du texte ne suit pas les recommandations de Wikipédia : il faut le « wikifier ».
Les points d'amélioration suivants sont les cas les plus fréquents. Le détail des points à revoir est peut-être précisé sur la page de discussion.
- Les titres sont pré-formatés par le logiciel. Ils ne sont ni en capitales, ni en gras.
- Le texte ne doit pas être écrit en capitales (les noms de famille non plus), ni en gras, ni en italique, ni en « petit »…
- Le gras n'est utilisé que pour surligner le titre de l'article dans l'introduction, une seule fois.
- L'italique est rarement utilisé : mots en langue étrangère, titres d'œuvres, noms de bateaux, etc.
- Les citations ne sont pas en italique mais en corps de texte normal. Elles sont entourées par des guillemets français : « et ».
- Les listes à puces sont à éviter, des paragraphes rédigés étant largement préférés. Les tableaux sont à réserver à la présentation de données structurées (résultats, etc.).
- Les appels de note de bas de page (petits chiffres en exposant, introduits par l'outil «  Source ») sont à placer entre la fin de phrase et le point final[comme ça].
- Les liens internes (vers d'autres articles de Wikipédia) sont à choisir avec parcimonie. Créez des liens vers des articles approfondissant le sujet. Les termes génériques sans rapport avec le sujet sont à éviter, ainsi que les répétitions de liens vers un même terme.
- Les liens externes sont à placer uniquement dans une section « Liens externes », à la fin de l'article. Ces liens sont à choisir avec parcimonie suivant les règles définies. Si un lien sert de source à l'article, son insertion dans le texte est à faire par les notes de bas de page.
- La présentation des références doit suivre les conventions bibliographiques. Il est recommandé d'utiliser les modèles {{Ouvrage}}, {{Chapitre}}, {{Article}}, {{Lien web}} et/ou {{Bibliographie}}. Le mode d'édition visuel peut mettre en forme automatiquement les références.
- Insérer une infobox (cadre d'informations à droite) n'est pas obligatoire pour parachever la mise en page.

Pour une aide détaillée, merci de consulter Aide:Wikification.
Si vous pensez que ces points ont été résolus, vous pouvez retirer ce bandeau et améliorer la mise en forme d'un autre article.
Cet article se réfère à la ville de Taounate; pour la province, voir province de Taounate.
Taounate  (en arabe : تاونات ; en tamazight : Tawnat ⵜⴰⵡⵏⴰⵜ), est une ville qui se situe au nord du Maroc, à 80 km de la ville de Fès, où se trouve la plus grande réserve d'eau du pays. Taounate a été érigée en 1977 comme siège de la Province de Taounate. Elle est située dans la région de Fès-Meknès.

## Informations générales

### Histoire
L'histoire de la ville de Taounate fondé par la tribu arabe "MEZIAT" remonte, dit-on, au temps des Saadiens. À cette époque (XVe ou XVIe), trois tribus, les Meziath, les Jaia et les Rghiwa peuplent et développent la ville. L'étymologie de Taounate provient du pluriel de TA3 WINATH signifiant "aux sourves" en Arabe dialectale Marocain et fut utilisé pour la première fois en 1912  au moment où le protectorat français voulait transférer la capitale politique de Fès vers Rabat . le recensement de l'époque a concerné toutes les tribus importantes qui entouraient Fès et qui favorisaient la collecte d’impôt (harka) et parmi ces fractions il y avait Meziath qui n'était pas soumise entièrement au régime de l'époque il y avait certains douars qui refusaient de payer les impôts. mais le douar de ta3 winath (là où il y avait des sources) s'inclinait entièrement avec un autre douar qui était moins peuplé Hjar Mtahine. Alors le colonel français chargé de ce recensement a abrégé  le nom et a écrit TAOUNAT (d'abord sans le E) puis après on a ajouté le  e à la fin du nom, La localité est baptisée depuis et a pris le nom de TAOUNATE  .
Auguste MOULIERAS dans son ouvrage " le Maroc inconnu :Étude géographique et sociologique"  première partie exploration des Jbala Maroc septentrional édition Augustin CHALLAMEL année  1899 . pages 78 et 92 avait écrit Taounath  avec un h à la fin : mais lorsqu'il a décrit la tribu de Meziath à la troisième partie de son œuvre de la page 393 jusqu'à la page 400 il n'a pas du tout évoqué ce nom ;plutôt il a souligné l'existence du douar Sidi Bouzid 300 feux, , EL AZAIB (les campements printaniers) 400 feux, kelâa de Méziath 500 feux encore deux ELKalaâ l'un 500 feux sur l'oued Asra (actuellement le quartier KALAA et à l'ouest 300 maisons actuellement hjar Deriane ....
Auguste precise qu'au point de vue historique et géographique il n'ose identifier Méziath à la tribu berbère des MEZATA (V. Ibn Khaldountomes 1et 2 de la traduction) (à suivre)   .
La région abrite plusieurs kasbah, témoin notamment du passage des almoravides comme la Kasbah du Jbal Amargu.

### Culture et société
Taounate est l'une des principales villes du pays Jbala au Maroc. Les Jbala comme leur nom l'indique, sont les « montagnards » ou « les habitants des montagnes ». Ce nom qui se réfère plutôt à la géographie qu'à un aspect ethnique donné, est passé pourtant pour une identité culturelle vu leur nombre important et leur espace géographique étendu, comparé aux autres « Montagnards » du Maroc. Les Jbalas furent arabisés dès le XIe siècle après l’arrivée des Idrissides ce qui explique le caractère pré-hilalien de leur parler.
Par ailleurs, la province compte un artisanat diversifié avec le tissage à Oulad Azam (les Azamis ou les Yazami), la vannerie à Moulay Bouchta El Khammar, le travail du bois à Bni Oulid et la poterie à Aslas.

### Ressources hydrauliques

#### BarrageIdriss1er
- Coordonnées :34° 07′ N, 4° 40′ O.
- Province : Taounate.
- Villes proches:  Fès, Sefrou, Taza, Al Hoceima
- Région Biogéographique : no 7-Moyen Sebou.
- Bioclimat : semi-aride à hiver tempéré[2] et été chaud et sec.

##### Caractéristiques physiques
Grand lac de barrage (5 700 ha) sur l'oued Inawen, mis en eau en 1973. Il s'étend de l'est à l'ouest sur environ 16 km. Ses versants sont constitués de collines marneuses cultivées et sans végétation naturelle. Ses bords sinueux montrent par endroits (amont surtout) des marges vaseuses ou graveleuses sans macrophytes. Vers sa limite est, une végétation basse couvre de larges espaces du lit de l'oued Inawen, où s'observent souvent des grues.
Les eaux sont relativement chargées en nutriments, souvent turbides; leur température varie entre 10 et 28 °C et le pH entre 7,5 et 8,5. La faune invertébrée, encore mal étudiée, est relativement pauvre (p. ex. le zooplancton se compose d'une dizaine d'espèces).

##### Flore

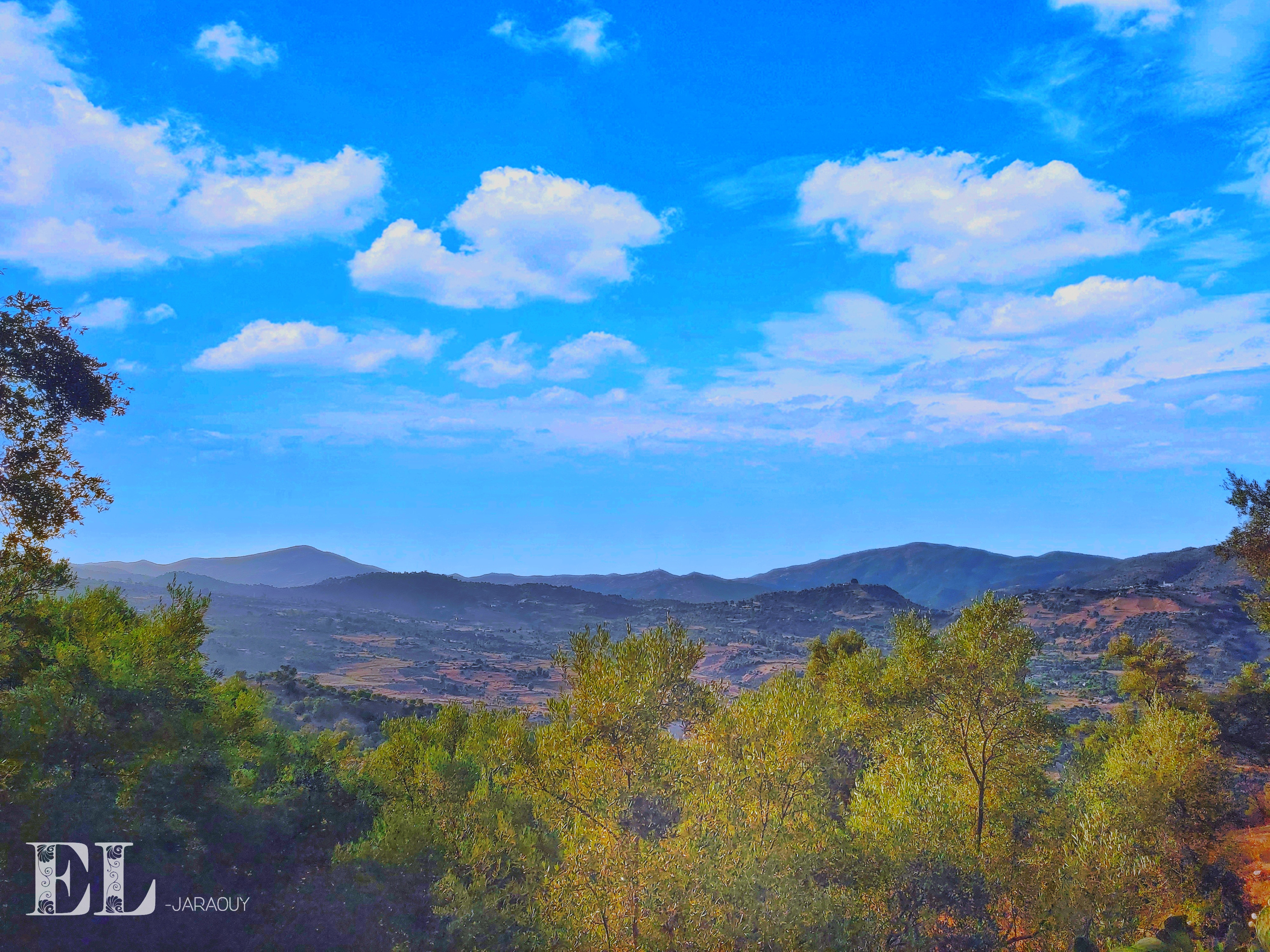
Paysage à Taounate.

La végétation de ce milieu artificiel est peu intéressante, exception faite d'une large prairie couvrant le lit de l'oued Inawen, en amont de la retenue.

##### Faune
Le peuplement naturel de poissons fut constitué de barbeaux (encore abondants) et d'anguilles et aloses (éteintes); le peuplement introduit se compose de 6 espèces: la Carpe commune, le Black-bass, le Blue-gill, le Sandre, le Rotengle et, d'introduction récente, la Carpe argentée.
Une quarantaine d'espèces d'oiseaux signalées en hivernage, pour un total ne dépassant pas les 4000 oiseaux. Les plus réguliers sont : la Mouette rieuse (jusqu'à 1800), le Colvert (1000), la Sarcelle d'hiver (300), le Pilet (200), le Siffleur (200), le Souchet (50), la Foulque macroule, le Grèbe huppé (150), le Milouin (120), le Tadorne casarca (10), le Tadorne de Belon (40), la Grue cendrée (700), la Cigogne blanche (24), le Héron cendré (120), l'Aigrette garcette (20) et les Limicoles (<1000 individus : Pluvier doré, Bécasseau variable, Bécasseau minute, Grave-lot à collier interrompu, Petit Grave-lot, Vanneau huppé, Œdicnème criard, Avocette, Bécassine des marais, Échasse blanche, Chevalier guignette, Chevalier gambette). Se voient aussi fréquemment et en faibles effectifs: le Grèbe castagneux, le Fuligule morillon, le Grand Cormoran, le Cormoran huppé, le Goéland brun et le Busard des roseaux, sans oublier quelques présences accidentelles, mais intéressantes: Spatule blanche (3), Grèbe à cou noir (1), Balbuzard pêcheur (1).

#### Barrage Al Wahda

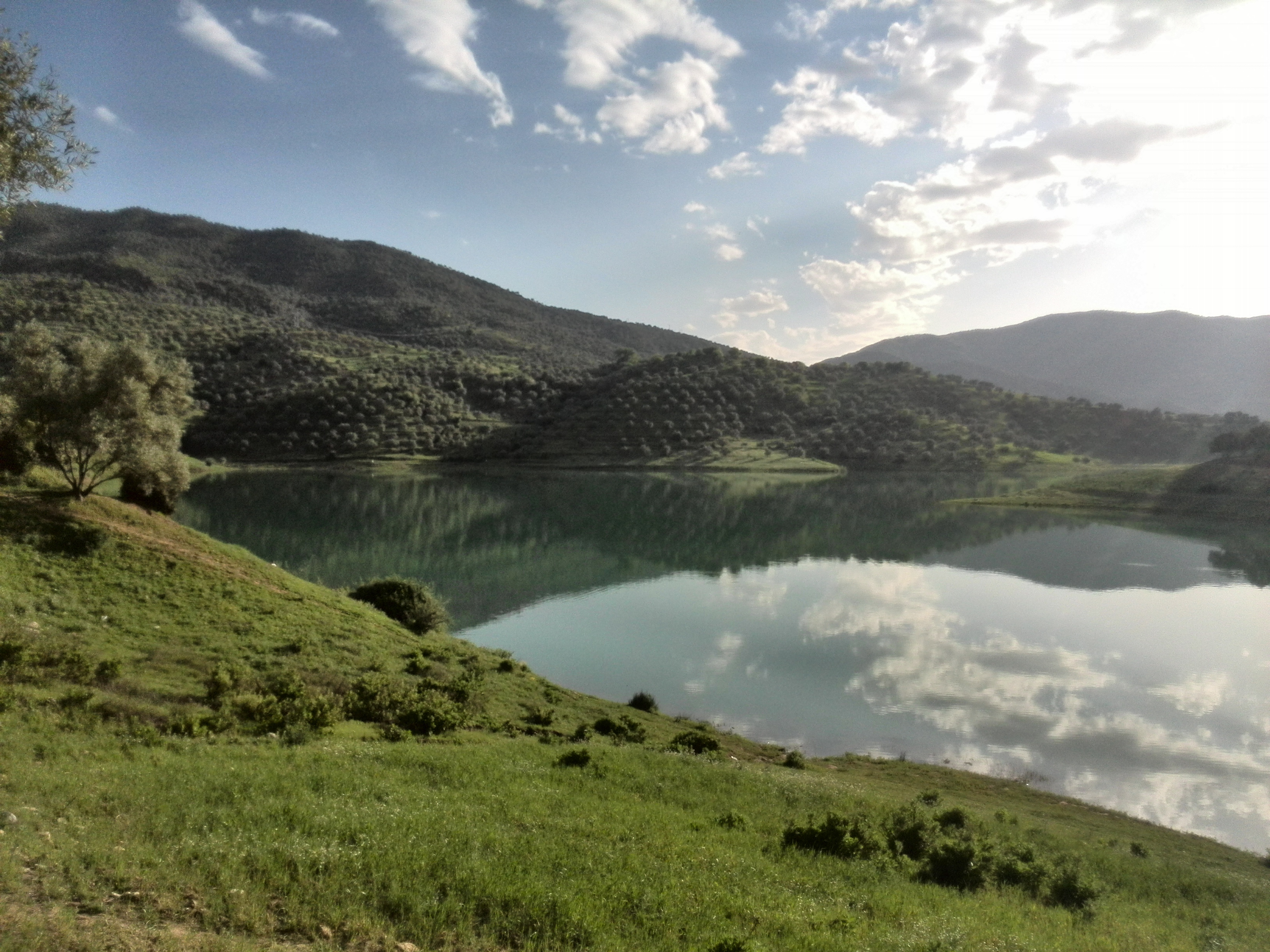
Barrage d'Al Wahda.

La retenue du barrage Al Wahdaarticle Vikidia est la plus grande au Maroc, elle est située entre Taounate, Ouazzane et Sidi Kacem sur Oued Ouergha. Barrage Al Wahda est le plus grand barrage du Maroc et le second d’Afrique. Un endroit idéal pour se détendre, pêcher ou pique-niquer dans la splendeur naturelle de ce grand lac artificiel. C’est également un lieu serein où se promener, respirer de l’air frais et prendre plaisir à être en plein air avec toute votre famille ou entre amis.

#### Communes rattachées à la ville
- Ain Aicha
- Aïn Dardr
- Ain Gdah
- Ain Maatouf
- Ain Mediouna
- Beni Kissane
- Beni Korra
- Beni Oulid
- Broumiyin
- Chkoubiine
- Galaz
- Ghafsaï
- Karryat Ba Mouhmmad
- Metioua
- Mezzyat
- Moulay Abdelkrim
- Moulay Bouchta El Khammar
- Oulad Ayyad
- Oulad Daoud
- Ouartzagh
- Ras El Ouad
- Rghioua
- Senhaja
- Sidi Ahmed El Hajj
- Mtiwa
- Fennasa Bab Lhit
- Beni Ouanjel Tafraoute
- Tahar Souk
- Tissa
- Zrizer
- Bab Ouandar
- Douar qae sbit

### Site(s) touristique(s) et monument(s)
- Source de Bouadel
- Barrage Idriss Ier

### Clubs de football
- Union Sportive de Taounate (USTA)

### Stades
- Stade de 16 novembre (R'mila)

## Personnalités
Sont nés ou originaires de Taounate :
- Fatima Mernissi, Sociologue et écrivaine marocaine et internationale auteure de plus de 50 ouvrages dans son actif ainsi que plus de 400 publications sur la condition féminine à travers le monde et à travers l'histoire. Ex-professeur à la FLSH de Rabat, elle a a enseigné à l'université Harvard et à Sorbone.
- Najib Zerouali Ouariti : Doyen de la Faculté de médecine de Casablanca. Il est également ministre de l'enseignement supérieur, de la formation des cadres et de la recherche scientifique, ministre de la Modernisation des secteurs publics ainsi qu'ambassadeur en Tunisie.
- Mohamed Abbou, ancien ministre chargé du commerce dans le Gouvernement Benkiran II et chargé de la modernisation des secteurs publics dans le gouvernement Abbas El Fassi.
- Mustapha Bakkoury, ancien Secrétaire Général du Parti Authenticité et Modernité (PAM), président du directoire du MASEN (Agence marocaine de l'énergie solaire) et de la région Casablanca-Settat ainsi qu'ancien directeur général de la Caisse de dépôt et de gestion (CDG) ;
- Driss El Azami El Idrissi, ancien ministre délégué auprès du Ministre de l'Économie et des Finances chargé du Budget, actuellement Maire de la ville de Fès.
- Nasser Bourita, diplomate marocain, ancien ministre délégué auprès du ministre des Affaires étrangères et de la coopération du Maroc1 dans le gouvernement de Benkiran II, actuellement ministre des Affaires étrangères, de la coopération internationale, des Affaires africaines, et des Marocains résidant à l'étranger au sein du gouvernement El Othmani.
- Hassan Charafi, haut fonctionnaire du Ministère de l’Intérieur. Il a exercé pendant plus de trois décennies dans diverses fonctions administratives, notamment en tant que caïd, chef de cercle, pacha et enfin secrétaire général.
- Driss Merroun, ancien ministre de l'Urbanisme et de l'Aménagement du territoire.
- Driss El-Yazami, président du Conseil National des Droits de l'Homme (CNDH) et du Conseil de la Communauté Marocaine à l'Étranger (CCME)[4],[5].
- Ahmed El Midaoui, conseiller du Roi Mohammed VI, ancien président de la Cour des Comptes, ex-ministre de l'Intérieur et ancien directeur Général de la Sûreté Nationale.
- Mohamed Moujahid, secrétaire général du Parti socialiste unifié (PSU) [6] ;
- Naïma Charaï, femme politique française, née au Douar Karia n'Tioua, près de Taounate.
- Rachid El-Yazami, physicien franco-marocain et l'inventeur de l'anode graphique pour les batteries lithium-ion[7].
- Rachid El Azzouzi, ancien joueur de l'équipe national marocaine du football.
- Brahim El Bahri, footballeur international marocain.
- Ouidad Elma, actrice et activiste marocaine.
- Ahmed Marzouki, né en 1947 à Bouâjoul, près de Ghafsai à 120 km au Nord Est de Fès. Il est écrivain, ancien militaire marocain et ex-prisonnier politique.
- Bouchta El Hayani (1952-), artiste-peintre marocain.